# St. Laurentius (Vestenberg)

St. Laurentius, Ostseite

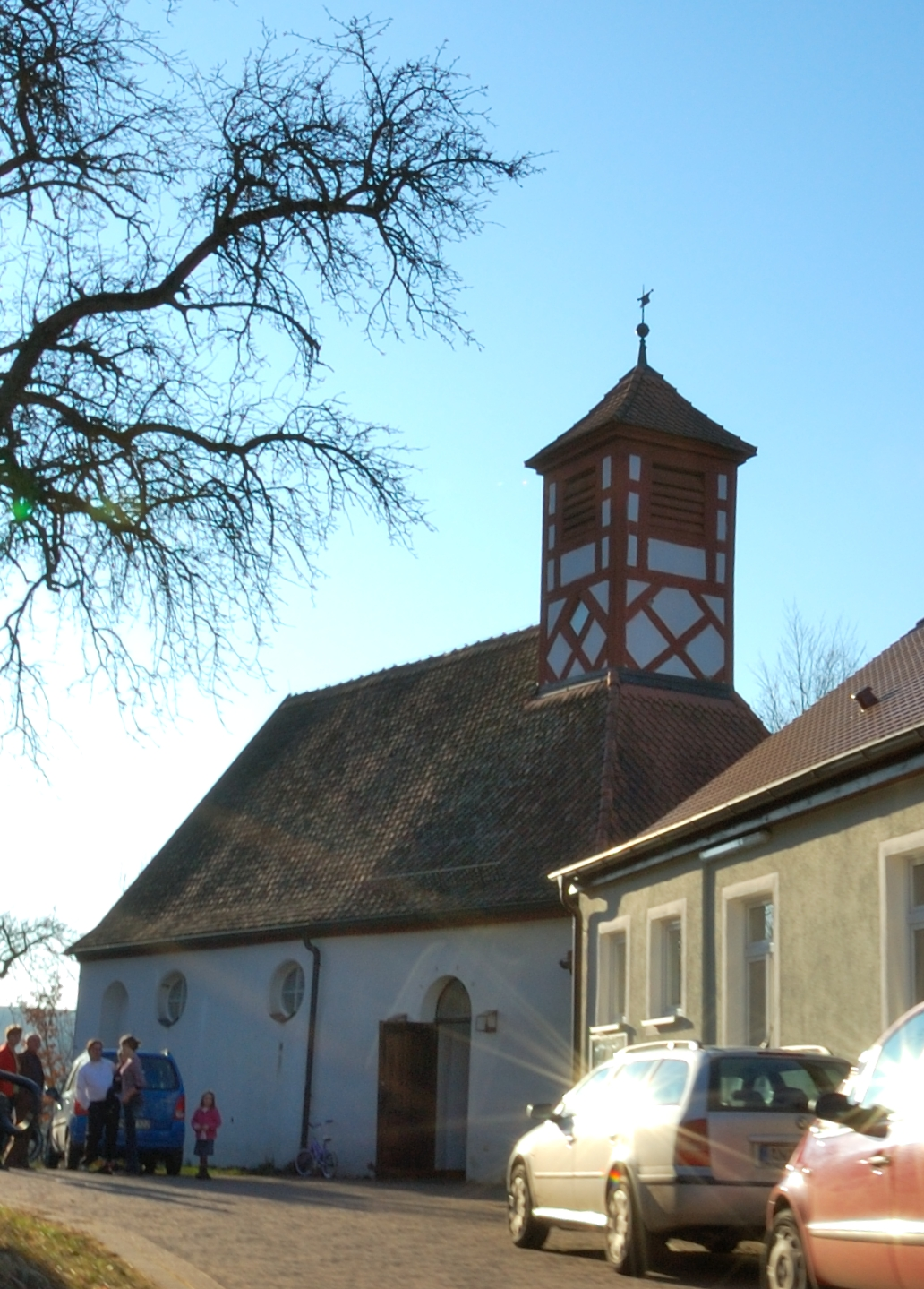
Die ehemalige Schlosskapelle

St. Laurentius ist eine nach dem heiligen Laurentius benannte evangelisch-lutherische Kirche in Vestenberg (Dekanat Windsbach).

## Kirchengemeinde
1465 stiftete Conrad von Eyb, dem damaligen Schlossherrn von Vestenberg, ein Beneficium zur Abhaltung der Messe in der von ihm errichteten Schlosskapelle. Das ursprüngliche Patrozinium lautete auf den heiligen Sebastian. Anfangs wurde Vestenberg mit Adelmannssitz und Frohnhof von St. Maria (Großhaslach) versorgt. Bereits 1526 hielt die Reformation in Vestenberg Einzug. 1578 wurde St. Sebastian zur Pfarrei erhoben. 1732 wurde ein Friedhof angelegt, bis dahin wurden die Toten in Großhaslach beerdigt.
1809 kam Külbingen von der Pfarrei St. Alban (Sachsen bei Ansbach) nach St. Sebastian. Ab 1810 gehörte St. Sebastian zum Dekanat Ansbach. Ab 1970 wurde die Dreieinigkeitskirche (Obereichenbach) vom Vestenberger Pfarrer mitbetreut. Seit 2011 gehört die Pfarrei Vestenberg zum Dekanat Windsbach. Sie hat derzeit 450 Gemeindeglieder.

## Kirchengebäude
1891 wurde die St. Laurentiuskirche auf den Grundmauern der Burg der Herren v. Vestenberg im neugotischen Stil aus Backsteinen mit Natursteingliederung erbaut. Der Saal hat ein Satteldach und vier Achsen mit Spitzbogenfenstern. Im Osten schließt ein 5/8-Chor mit drei Spitzbogenfenstern und Halbwalmdach an. Im Westen steht mittig ein Turm mit quadratischem Grundriss und Spitzhelm und Spitzbogen-Stufenportal an der Westseite. Über dem Portal ist ein Rosettenfenster, darüber zwei kleine Spitzbogenfenster. Das Glockengeschoss hat an jeder Seite Spitzbogenschallöffnungen, darüber die Turmuhr. Die Sakristei schließt an der Südseite des Chors an. Sie hat ein Satteldach, zwei Rechteckfenster an der Südseite und ein Rechteckportal an der Ostseite.
Der einschiffige Saal ist an der Ostseite durch eine Spitzbogenarkade mit dem Chor verbunden. Rechts von der Arkade steht eine Holzkanzel mit Treppenaufgang, polygonalem Korb und Schalldeckel. Davor steht der Taufstein. An der Westseite ist eine Orgelempore eingezogen.
Von der alten Schlosskapelle wurde ein Kruzifix des 18. Jahrhunderts übernommen, das über dem im Chor befindlichen Hochaltar steht. Des Weiteren wurde das Altarbild (ein Ölgemälde der Auferstehung Christi, gerahmt von toskanischer Säulenarchitektur mit Dreiecksgiebel von 1829) und der Sakristeitisch (achteckige Marmorplatte in Holzrahmen mit Einlegearbeit, wohl 1. Hälfte des 19. Jahrhunderts) übernommen, die heute beide in der Sakristei stehen, und zwei Epitaphien der Familie Eyb (16. Jahrhundert), die heute im Turmgeschoss untergebracht sind. Ansonsten stammt die Innenausstattung aus der Bauzeit der Kirche.

## Pfarrer
- ????–1496 Hans Bayer
- 1496–???? Ehrhardt Tritherfurth
- 1513–???? Johann Linhammer
- Um 1578 0 Kaspar Grimm
- Um 1584 0 Benedikt Löffeladt
- Um 1602 0 Linhard Zechen
- 1627–1630 Johann Paul Weik(er)sreiter
- 1631–1633 Bartholmäus Hatzky
- 1633-1653 Vakanz
- 1653–1685 Johann Schmid(t)
- 1685–1691 Johann Lorbe(e)r
- 1691–0000 Friedrich Suchland
- 1691–1692 Johann Adam Daßdorf
- 1692–1695 Georg Rabel
- 1695–1699 Johann Paul Moll
- 1699–1701 Georg Lorenz Eber
- 1701–1711 Georg Christoph Bandel
- 1711–1719 Johann Valentin Papp
- 1719–1731 Ulrich Martin Polack
- 1731–1740 Johann Leonhard Kepner
- 1740–1747 Johann Michael Riedel
- 1747–1759 Johann Ludwig Schweigger
- 1759–1762 Johann Lorenz Stöcker
- 1762–1775 Johann Caspar Eichhorn
- 1775–1777 Andreas TobiasRehm
- 1778–1796 Johann Julius Carl Wirt (Würth)
- 1796–1803 Georg Christoph Karl Schulin
- 1803–1821 Johann Conrad Seger
- 1822–1825 Friedrich Wilhelm Lettenmayer
- 1825–1834 Johann Michael Waeglein
- 1834–1843 Moritz Adam Eckart
- 1844–1856 Johann Wilhelm Scharf
- 1857–0000 Daniel Carl Roemheld
- 1857–1858 Predigtamtskandidat Ziegler
- 1858–1894 August Christian Ludwig Oppenrieder[5]
- 1858–0000 Friedrich Gebhard
- 1866–0000 Wilhelm Blendinger
- 1866–1867 Karl Wissmüller
- 1867–1869 Johannes Zellfelder
- 1869–1870 Adolf Cornelius Friedrich Schott
- 1870–1871 Andreas Hoerger
- 1871–1872 August Puchta
- 1872–1874 Wilhelm Eichhorn
- 1874–1876 Theodor Zink
- 1876–1878 Wilhelm Rabus
- 1878–1880 Friedrich Mayer
- 1880–1883 Gustav Braun
- 1884–1885 August Wilhelm Christian Meyer
- 1885–1890 Christian Caselmann
- 1890–1892 Heinrich Daum
- 1892–1894 Karl Waeglein
- 1894–1902 Karl Friedrich Wilhelm Goes
- 1903–1912 Ludwig Johann Paul Haessler
- 1913–1916 Johannes Georg Roth
- 1917–1927 Ernst Balthasar Keutner
- 1927–1940 Vakanz
- 1940–1953 Wilhelm Oppenrieder
- 1954–1962 Georg Grampes
- 1963–1970 Georg Leistner
- 1970–1981 Hermann Klotz
- 1981–1984 Vakanz
- 1984–1986 Helmut Weinberger
- 1986–2003 Lienhard Anschütz
- 2004–2011 Michael Degenkolb
- 2012–2021 Ulrike Hansen
- seit 2021 Sabrina Geißelsöder